# (35361) 1997 TH26
1997 TH26 (asteroide 35361) é um asteroide da cintura principal. Possui uma excentricidade de 0.15590960 e uma inclinação de 3.26175º.
Este asteroide foi descoberto no dia 11 de outubro de 1997 por Beijing Schmidt CCD Asteroid Program em Xinglong.